# Sanford Greene
Sanford Greene (né le 1er janvier 1972 à Greeleyville) est un dessinateur de bande dessinée et illustrateur américain.
Après avoir travaillé comme graphiste dans la publicité, il entame à partir de 2006 une carrière de dessinateur dans l'industrie du comic book. Il se fait notamment remarquer pour sa reprise du super-héros Luke Cage lorsque Marvel Comics relance Power Man and Iron Fist: Heroes for Hire en 2016.
Fin 2018, il lance avec Chuck Brown et David F. Walker la série fantastique Bitter Root chez Image Comics. Rencontrant immédiatement les faveurs du public comme de la critique, cette série qui met en scène une famille de chasseur de monstres afro-américaine lui vaut en 2020 le prix Eisner de la meilleure série.

## Distinctions
- 2020 : prix Eisner de la meilleure série pour Bitter Root (avec Chuck Brown et David F. Walker)
- 2022 : prix Eisner de la meilleure série pour Bitter Root (avec Chuck Brown et David F. Walker)[4]